# Jondonperenlejn Baschüü
Jondonperenlejn Baschüü (mong. Ёндонпэрэнлэйн Басхүү; ur. 1 października 1993) – mongolski judoka, olimpijczyk z Tokio (2020) i Paryża (2024), gdzie zajmował siódme miejsce w wadze półlekkiej.
Brązowy medalista mistrzostw świata w 2021 i 2023, piąty w 2019; uczestnik zawodów w 2022 i 2024. Startował w Pucharze Świata w 2014. Wicemistrz igrzysk azjatyckich w 2022. Wygrał mistrzostwa Azji w 2022 i trzeci w 2019 roku.

## Letnie Igrzyska Olimpijskie 2020
| Konkurencja | Eliminacje              | Eliminacje         | Repasaże                | Klas. końcowa |
| Konkurencja | Przeciwnik I            | Przeciwnik II      | Przeciwnik I            | Miejsce       |
| ----------- | ----------------------- | ------------------ | ----------------------- | ------------- |
| 66 kg       | Dzmitryj Mińkou (BLR) Z | Hifumi Abe (JPN) P | Manuel Lombardo (ITA) P | 7.            |